# مایکروسافت ۳۶۵ کوپایلت
مایکروسافت کوپایلت (به انگلیسی: Microsoft Copilot) یک دستیار هوش مصنوعی برای برنامه‌ها و خدمات مایکروسافت ۳۶۵ است. این ابزار که توسط مایکروسافت در ۱۶ مارس ۲۰۲۳ معرفی شد، بر پایه مدل زبانی بزرگ پیشرفته جی‌پی‌تی ۴ از شرکت اوپن‌ای‌آی ساخته شده و به منظور تبدیل ورودی متن کاربر به محتوا در برنامه‌های مایکروسافت ۳۶۵ مانند ورد، اکسل، پاورپوینت، اوت‌لوک و تیمز خدمت ارائه می‌کند. کوپایلت با تمرکز بر بهره‌وری با ۲۰ آزمایش کننده اولیه از ۱۶ مارس ۲۰۲۳ عرضه شد. در ماه مه ۲۰۲۳، مایکروسافت این ابراز را به برنامه‌های آفیس دیگر گسترش داد. نگرانی‌های عمومی در مورد بات مکالمه وجود دارد از جمله توهمات و تعصبات نژادی یا جنسیتی اما کارشناسان معتقدند که کوپایلت احتمالاً نحوه کار و همکاری کاربران مایکروسافت را تغییر خواهد داد. مایکروسافت در کنفرانس بیلد ۲۰۲۳ اعلام کرد که دستیار هوش مصنوعی کوپایلت را به ویندوز ۱۱ اضافه می‌کند. این دستیار مستقیماً با ویندوز ۱۱ ادغام شده و کاربران می‌توانند از طریق نوار وظیفه به آن دسترسی داشته باشند.